# (2826) Ahti
 Ahti és l'asteroide número 2826. Va ser descobert per l'astrònom Yrjö Väisälä des de l'observatori de Turku (Finlàndia), el 18 d'octubre de 1939. La seva designació provisional era 1939 UJ. Va rebre el nom d'Ahti, deessa del mar i la pesca en la mitologia finesa.
És un asteroide de tipus C que orbita al voltant del Sol, a la regió cinturó d'asteroides, a una distància de 3,1-3,4 ua una vegada cada 5 anys i 9 mesos (2.115 dies). La seva òrbita té una excentricitat de 0,05 i una inclinació respecte al pla de l'eclíptica de 15°.
Segons els estudis fets pel satèl·lit astronòmic infrarojos, l'IRAS, el satèl·lit japonès Akari i el Wide-field Infrared Survey Explorer estatunidenc, amb la seva posterior missió NEOWISE, la superfície de l'asteroide té una albedo molt baixa, d'entre el 0,023 i el 0,0628, i una estimació de diàmetre que varia entre 36,71 i 55,33 quilòmetres.